# Kōichi Kudō
Kōichi Kudō (工藤 孝一?, Kudō Kōichi; Prefettura di Iwate, 4 febbraio 1909 – Tokyo, 21 settembre 1971) è stato un allenatore di calcio e calciatore giapponese, di ruolo portiere.